# Râul Bow
Râul Bow (Bow River) are o lungime de 623 km, fiind cel mai lung râu din provincia canadiană Alberta. El are izvorul în lacul  Bow Lake, care este alimentat de ghețarul Bow, traversează Parcul Național Banff, cu Mount John Laurie, orașul Calgary. În apropiere de lacul Grassy Lake confluează cu Oldman River formând împreună  South Saskatchewan River. Râul este o sursă de apă importantă pentru irigații și o sursă de producere de curent electric, el este bogat în pește, printre cel mai importante specii fiind  păstrăvii (Oncorhynchus mykiss, Salmo trutta fario, Salvelinus confluentus). 

## Afluenți mai importanți
- Pipestone River
- Spray River
- Cascade River
- Kananaskis River
- Ghost River
- Elbow River
- Highwood River

## Galerie

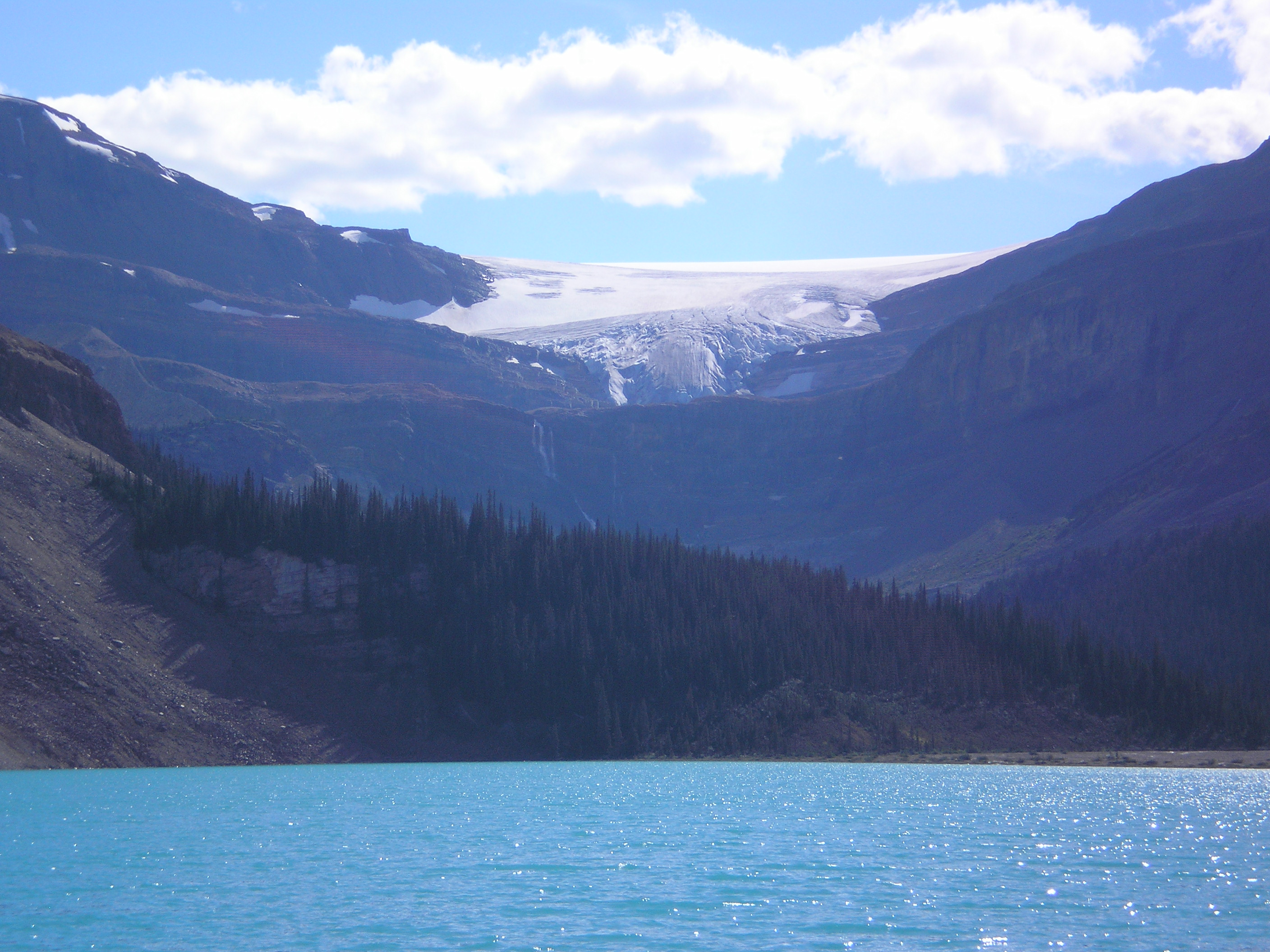
Bow Glacier
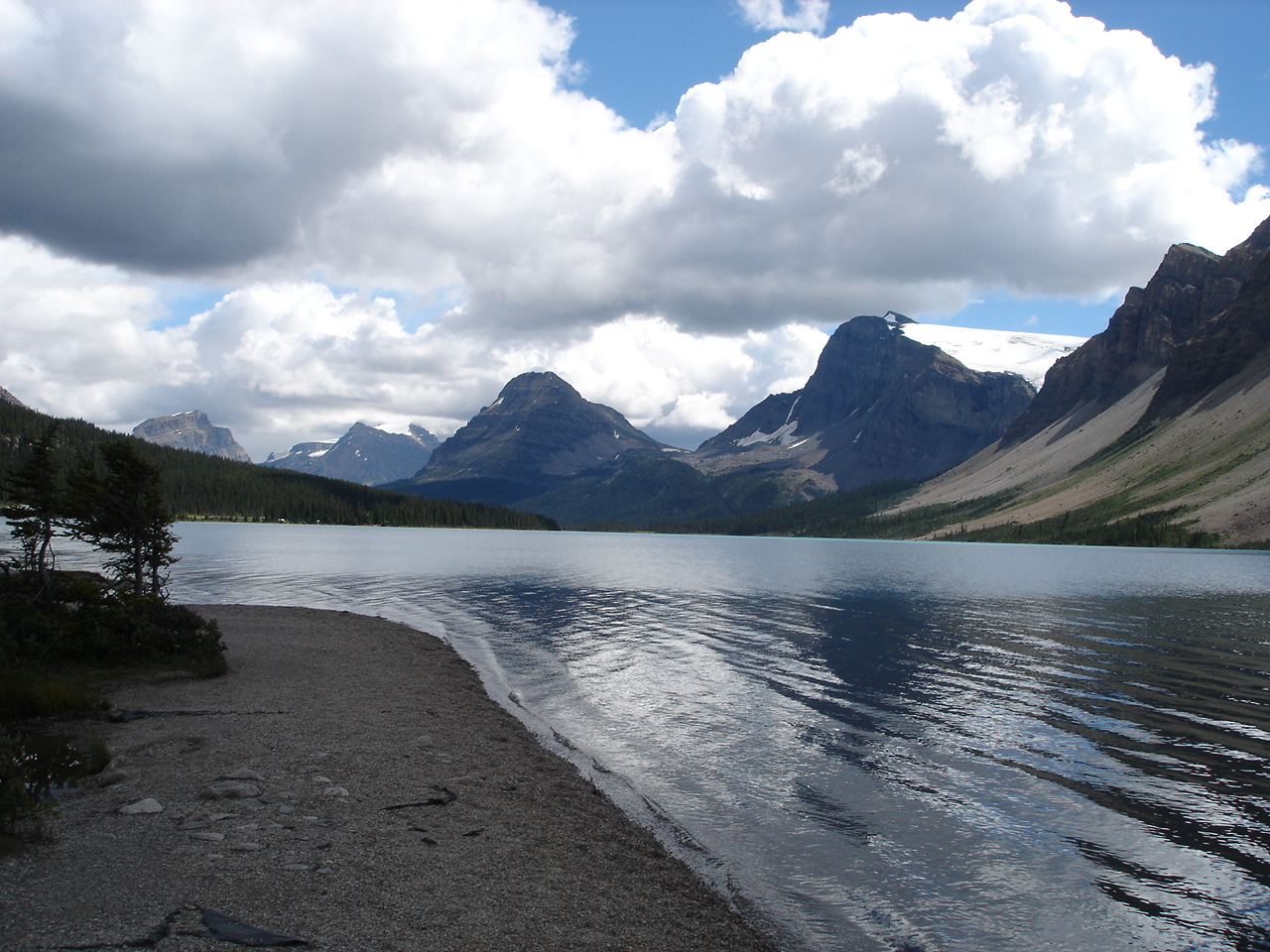
Bow River izvor in Bow Lake.
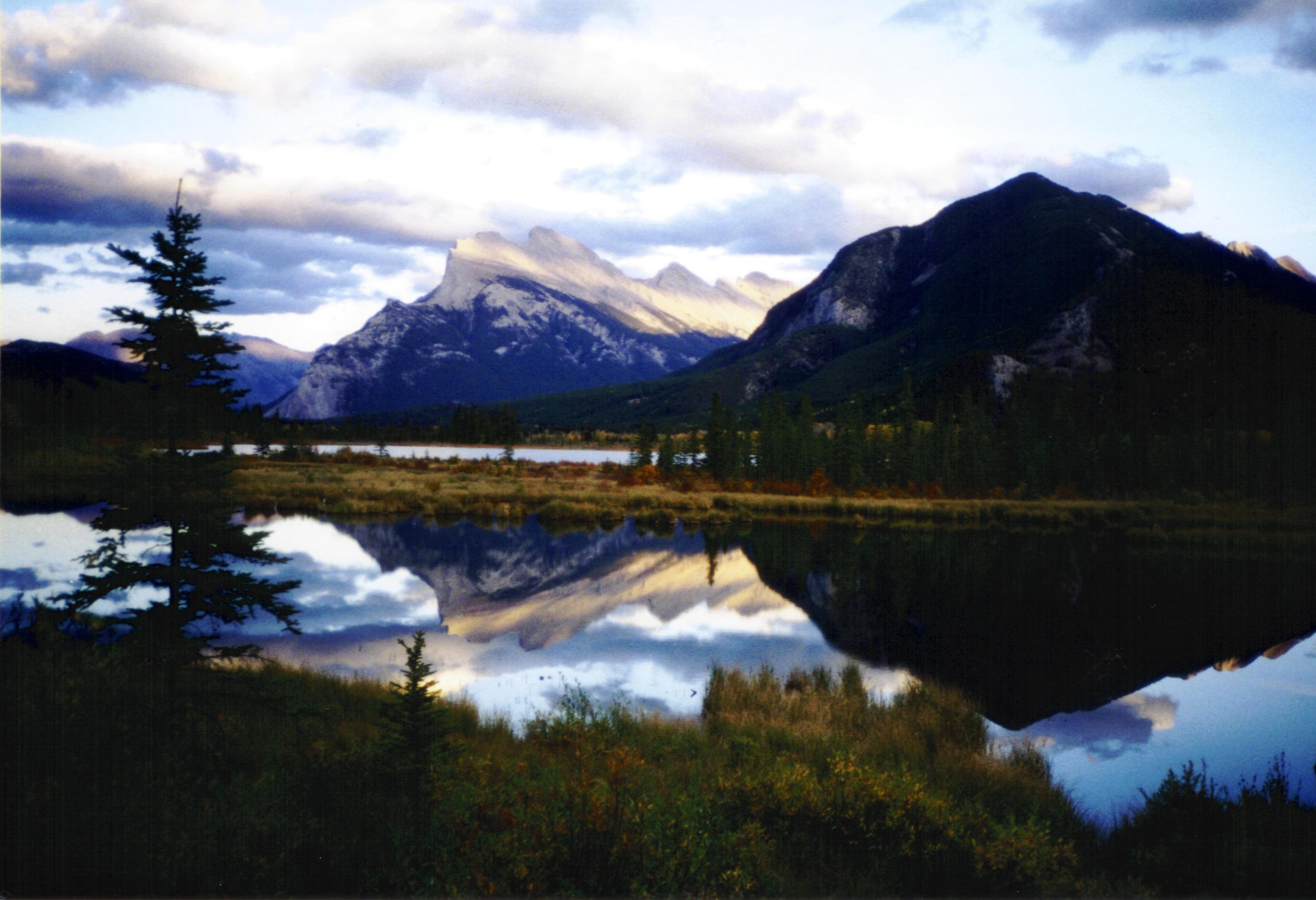
Lacul Vermilion Lakes alimentat de Bow River
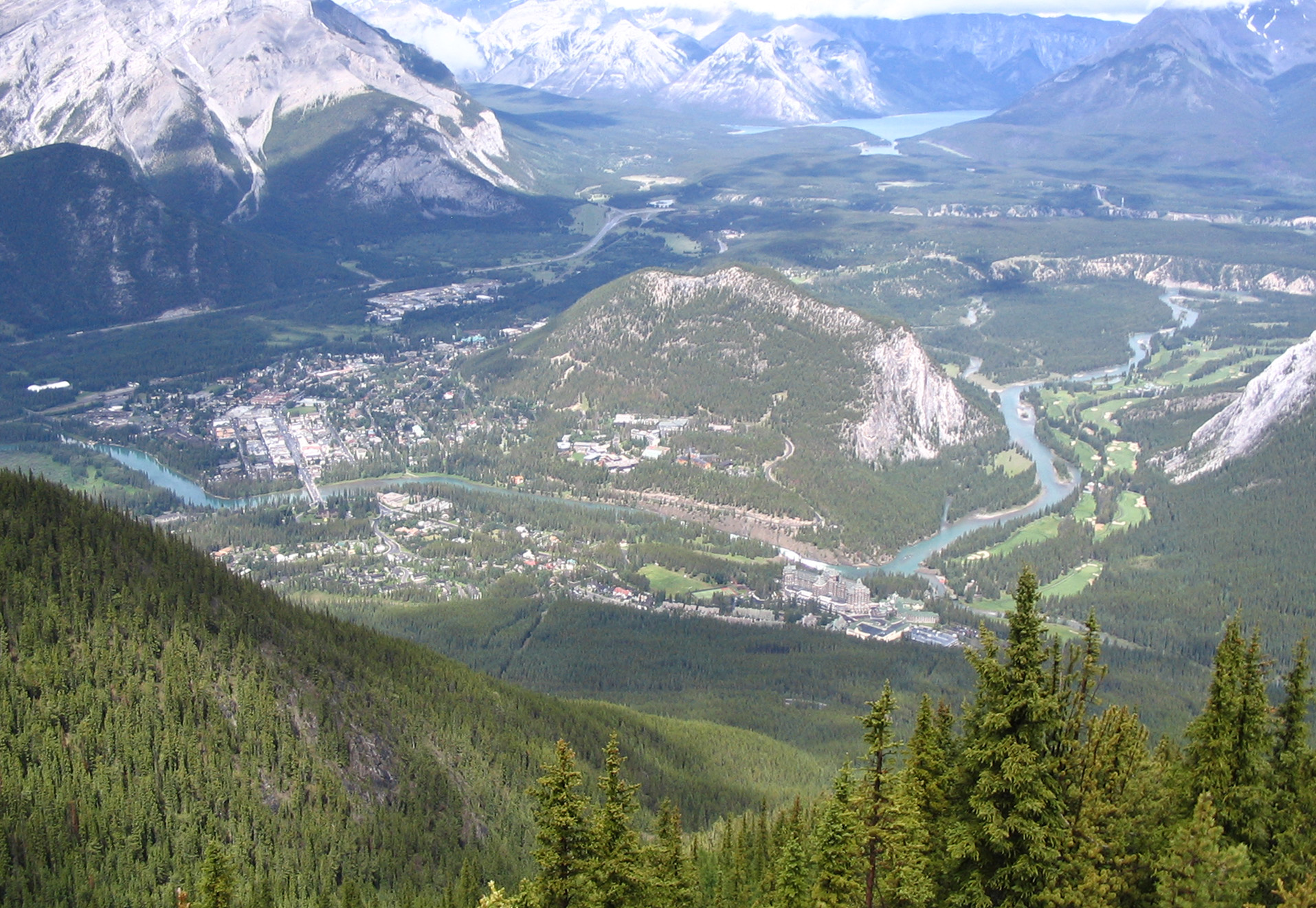
Bow Valley cu orasul Banff
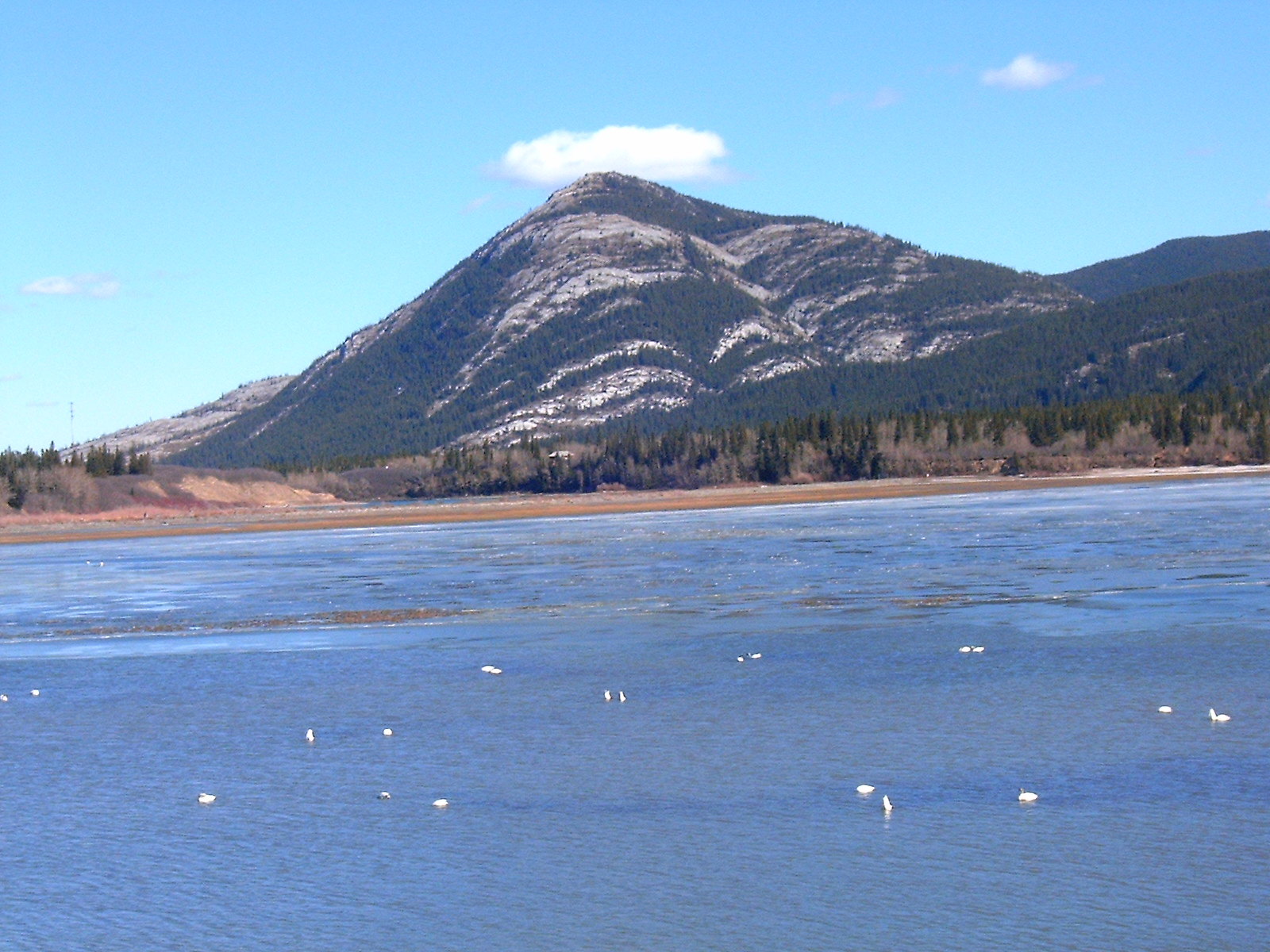
Lac des Arcs alimentat de Bow River
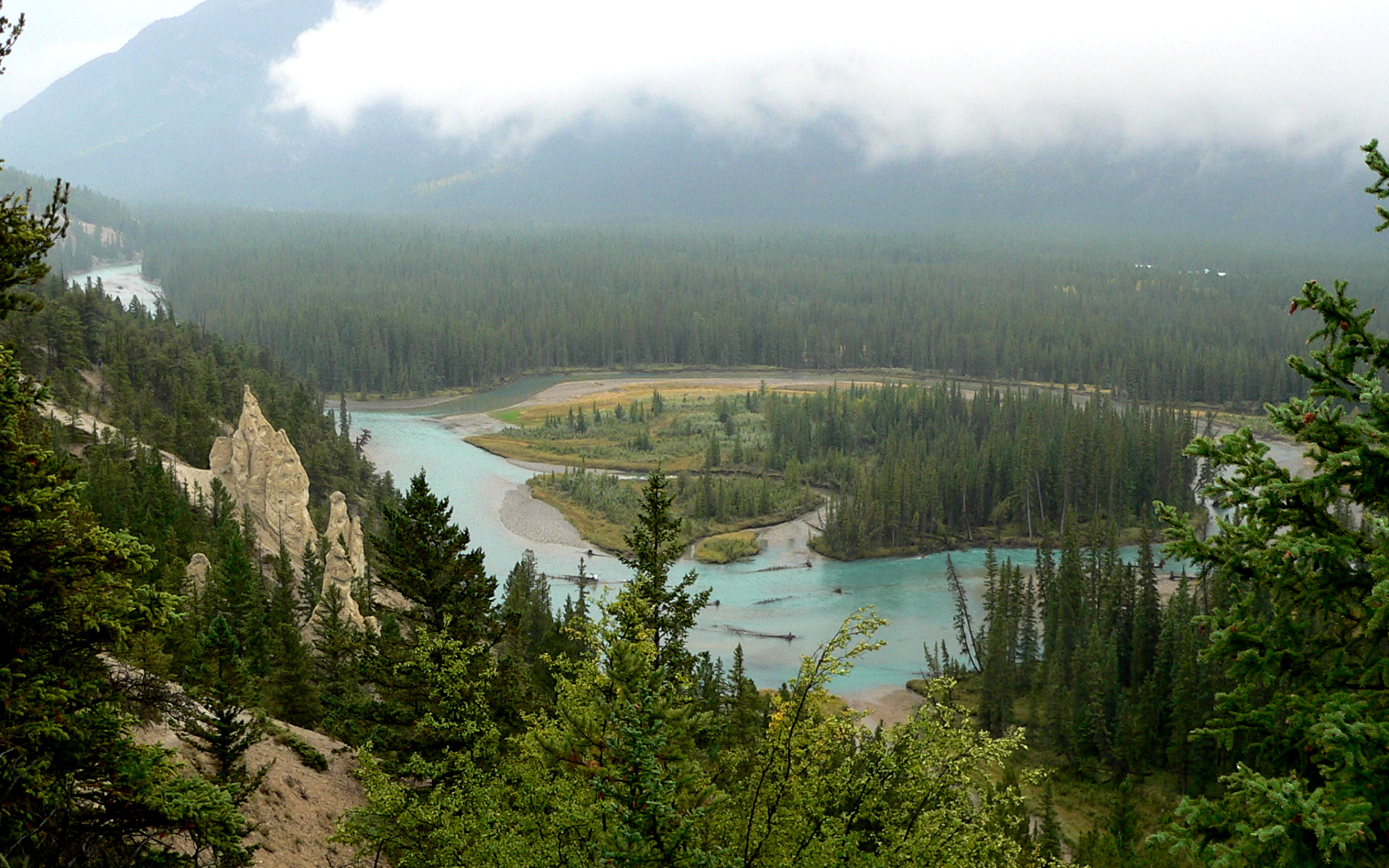
Hoodoos pe cursul lui Bow River.
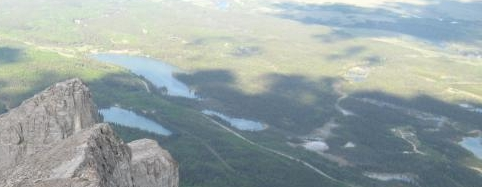
Ghost Lake pe valea Bow Valley
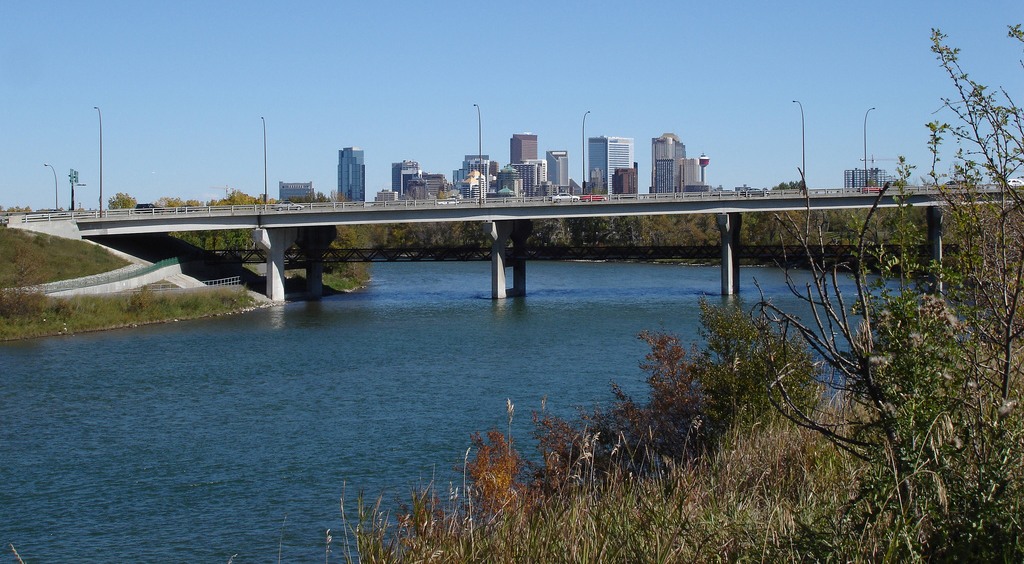
Bow River in Calgary
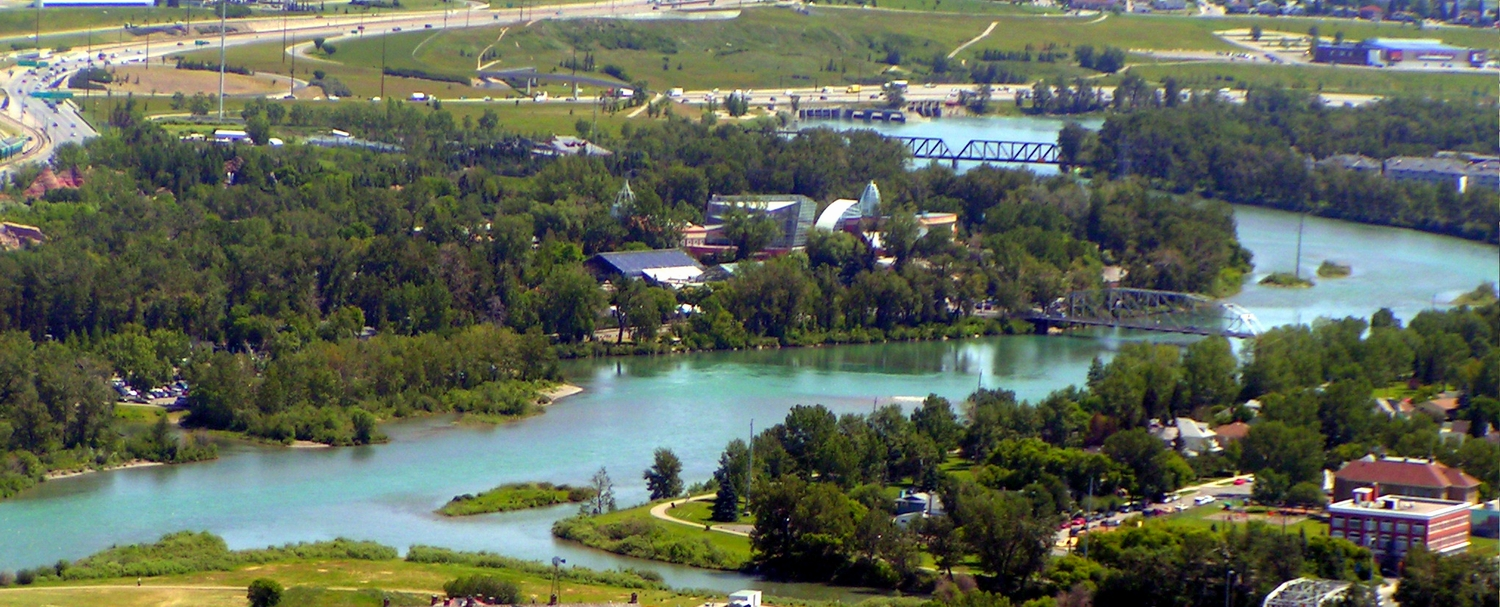
Bow River cu grădina zoologică din Calgary